# ایدزولد (کوئینزلند)
ایدزولد (به انگلیسی: Eidsvold) یک شهرک در استرالیا است که در North Burnett Region واقع شده‌است.